# Aron Ralston
Aron Lee Ralston (Marion, 27 ottobre 1975) è un alpinista statunitense, noto per aver subito un incidente nel 2003 mentre si trovava da solo nel Blue John Canyon nello Utah.

## L'incidente
Il 26 aprile 2003 Ralston, ingegnere meccanico di 27 anni, aveva deciso di dirigersi al Parco nazionale delle Canyonlands dello Utah per un trekking solitario. Durante la discesa nel Canyon, smosse accidentalmente un masso che, cadendo, gli bloccò il braccio destro. Per cinque giorni Ralston cercò di liberarsi senza successo, e allora, stremato e disidratato, dopo avere visto che il braccio si stava ormai imputridendo, decise di amputarsi l'arto.
Per eseguire l'amputazione Ralston tentò di usare un coltellino multiuso da campeggio (tipo Leatherman), ma una volta tagliati i fasci muscolari e nervosi, giunto all'osso si rese conto di non riuscire a completare l'operazione. Decise allora di spezzare di netto l'osso facendo leva sulla pietra che lo schiacciava. Incredibilmente ha affermato che, dopo l'amputazione, si ritrovò in preda all'euforia. Una volta completata l'operazione percorse 12 chilometri per raggiungere l'uscita; fortunatamente incontrò una coppia di turisti olandesi, i quali chiamarono l'elicottero con cui venne portato in ospedale.
In seguito, a Ralston è stata impiantata una protesi, ed egli ha così potuto riprendere a scalare le vette.

## Notorietà
La vicenda destò interesse nei media, e Ralston venne invitato a raccontarla al Late Show with David Letterman, al Jane Pauley Show, al Late Late Show with Craig Kilborn, all'Ellen DeGeneres Show e al Late Late Show with Craig Ferguson, e venne descritta nell'episodio Desperate Days in Blue John Canyon della trasmissione Dateline NBC. Nel 2003 ha ricevuto la prima Shining Star of Perseverance, premio consegnato dal WillReturn Council of Assurant Employee Benefits. Nel settembre 2004 Ralston ha raccontato la sua storia nel libro Between a Rock and a Hard Place, edito da Atria Books; il volume è corredato dalle immagini che lo stesso Ralston aveva scattato durante quei momenti.
Alla sua storia è ispirato il film 127 ore, diretto e sceneggiato dai premi Oscar Danny Boyle e Simon Beaufoy, e con James Franco nel ruolo di Ralston. La pellicola è uscita nelle sale cinematografiche statunitensi il 5 novembre 2010 ed in quelle italiane il 25 febbraio 2011.

## Opere pubblicate in italiano
- Aron Ralston, 127 ore, Milano, Rizzoli, 2011. ISBN 9788817048637